# 寧安市
寧安市（ねいあん-し）は中華人民共和国黒竜江省牡丹江市に位置する県級市。黒竜江省東南部、牡丹江沿岸に位置し、農業や林業が盛んなほか渤海国に関係する歴史的な観光資源も多い町である。

## 地理
寧安市域は北に向かって流れる牡丹江の両岸に広がっている。川の両岸は水田地帯だが、ほかは多くが森林に覆われている。市域の南部には、牡丹江が火山噴火でせき止められた大きな天然湖・鏡泊湖がある。東は穆棱市に接し、西は海林市と隣接し、南は牡丹江を遡り吉林省延辺朝鮮族自治州汪清県に至り、北は牡丹江市の市区につながっている。

## 歴史
寧安市街の西南、東京城鎮や渤海鎮の周辺に、唐の長安を模した渤海国の首都・上京龍泉府が置かれており、今も三重の城壁や宮殿の基壇、仏教寺院などが残っている。
清代の1666年（康熙5年）、ロシア帝国や女真族などに対する軍事組織であるニングタ（寧古塔）将軍がニングタ旧城（現在の海林市）から現在の寧安市街の地に築いたニングタ新城に移転した。1676年にニングタ将軍が吉林に再移転するまではここが清朝の満洲支配の拠点であり、以後もニングタは満洲東部の重要な軍事拠点・交易拠点・農業地帯であった。清末には1902年（光緒28年）に綏芬庁が設置され、1909年（宣統元年）には綏芬府に昇格、翌年に寧安府と改称されている。
中華民国成立後の1913年（民国2年）に寧安県が接地され中国人や朝鮮人の農民が多く移住したが、この地は中国の革命運動や朝鮮人の抗日パルチザンなどの活動の拠点となった。満洲国建国後、当初は吉林省、1934年（康徳元年）12月に浜江省、1937年（康徳4年）7月には牡丹江省に移管された。この時期の寧安県は牡丹江市の建設により寧安は拠点都市としての役割を譲っている。
1945年（民国34年）の日本の敗戦と満洲国の崩壊に伴い中華民国の施政権が復活したが、既に始まった国共内戦により中国共産党の実効支配下に置かれた寧安県には解放区が接地され、1946年4月には綏寧省が設置された。また同年8月、県北部の新安、海林、横道河子地区に新海県が新設されている。同年10月、綏寧省の廃止に伴い牡丹江専区に移管、1947年5月には世環、鏡泊、沙蘭地区に鏡泊県が新設されている。同年10月、牡丹江省の新設に伴い寧安県は移管、1948年7月の牡丹江省廃止に伴い松江省に移管された。同年10月に鏡泊県は廃止となり寧安県に編入、1954年7月の行政整理により黒竜江省の管轄とされた。
1956年3月、新設された牡丹江専区の管轄となり、同時に海林県西部が寧安県に編入されている。また1962年10月、旧海林県地区が寧安県より分割され海林県が再置されている。1983年9月3日、牡丹江地区が廃止となり、地級市の牡丹江市が成立すると寧安県はその管轄したに置かれ、1993年に寧安県は県級市の寧安市に再編されている。
2005年には沙蘭鎮で土石流が発生、小学校が被害を受け多くの児童が犠牲となった。

## 行政区画
1街道、8鎮、2郷、2民族郷を管轄：
- 街道：城区街道
- 鎮：寧安鎮、東京城鎮、渤海鎮、石岩鎮、沙蘭鎮、海浪鎮、蘭崗鎮、鏡泊鎮
- 郷：馬河郷、三陵郷
- 民族郷：江南朝鮮族満族郷、臥竜朝鮮族郷

## 農業
東京城鎮では水稲の生産が盛んである。特に「響水大米」は清の皇族の食用に供された銘柄米であった。ほかに大蒜（にんにく）、西瓜などが中国国内では有名で、国内外に出荷されている。

## 民族
漢民族が主で、朝鮮族や満洲族などの民族が相当数住んでいる。

## 交通
牡丹江市から延吉方面および図們方面に向かう道路が市域を南北に走っている。また牡丹江から図們を経て北朝鮮（羅先市）に向かう図佳線が通っている。

### 鉄道
- 中国鉄路総公司
  - 中国鉄路ハルビン局集団公司
    - 図佳線（図們方面）- 老松嶺駅（中国語版） - 鹿道駅（中国語版） - 斗溝子駅（中国語版） - 馬蓮河駅（中国語版） - 東京城駅 - 石頭駅（中国語版） - 蘭崗駅（中国語版） - 寧安駅 -（牡丹江方面）

### 道路
- 高速道路
  - 鶴大高速道路
- 国道
  -  G201国道

## 健康・医療・衛生
- 寧安市人民医院
- 寧安市第二人民医院
- 寧安市衛生防疫站